# František Xaver Pokorný
František Xaver Pokorný   (Městec Králové, 20 de desembre de 1729 - Ratisbona, 2 de juliol de 1794) va ser un violinista i compositor bohemi.
Era fill de Nicholas Pokorný, "civis et consularis" (ciutadà i membre del consell) a Königstadtl, fou batejat com "Franciscus Thomas", però sempre es deia ell mateix Franz o Franz Xaver.
Pokorný inicialment va rebre lliçons de música de Joseph Riepel a Regensburg. Abans del 1750 ingressà a l'orquestra de la cort del comte Philipp Karl von Oettingen-Wallerstein com a violinista. Cap a finals de 1753 va rebre unes vacances per perfeccionar -se a Mannheim en la composició. Allí fou deixeble de Johann Stamitz, Franz Xaver Richter i Ignaz Holzbauer.
Després de la mort del comte Philipp Karl (el 14 d'abril de 1766) va aconsellar a Pokorný per obtenir permís per deixar la cort de Wallersteiner "fins al tercer o quart any". Des d'aquest moment, Pokorný va treballar principalment a la finca de Thurn i Taxis'schen, a Regensburg i Dischingen, però també va tornar una vegada i una altra a Wallerstein, on havia deixat la seva dona i els seus fills. Al tombant de l'any 1769/70 es va incorporar finalment a la banda judicial de Regensburg, el 1787 va aparèixer en nòmina com a "director violinista o violinista II" .
Entre altres coses, Pokorný va compondre més de 145 simfonies, així com 61 concerts per a instruments de vent i clavicèmbal, tot i que encara no s'ha clarificat la seva autoritat d'aquests treballs.
La declaració de Felix Joseph von Lipowsky que "Mademoiselle Pokorny", que havia interpretat un concert de trompa de Giovanni Punto el 24 de desembre de 1779 en un "Concert spirituel" a París, era filla de Franz Xaver Pokornýs, no és citada per altres fonts.

## Obres (selecció)
- Concert núm. 2 en B pla major per a clarinet
- Concert a la plana major per a clarinet
- Concert C major per a dos òrgans
- Concert per a orquestra i orquestra de cambra
- Concert en Eb per a dues trompes i orquestra
- Concert en F per a dues trompes i orquestra
- Concert en D major per a flauta i orquestra
- Concert per a Corno seconda per a trompa i orquestra